# Добричек
Добричек — деревня в Комаричском районе Брянской области в составе Усожского сельского поселения.

## География
Находится в юго-восточной части Брянской области на расстоянии приблизительно 11 км на юг-юго-запад по прямой от районного центра поселка Комаричи.

## История
Упоминается с XVIII века. Среди владельцев были Стриттеры, Карповы, Офросимов, Кусаковы. В 1866 году здесь (деревня Добричин Севского уезда) было учтено 74 двора. На карте 1941 года была отмечена как Добручек с 133 дворами.

## Население
Численность населения: 535 человек (1866 год), 620 человек (1926 год), 34 (русские 97 %) в 2002 году, 16 в 2010.